# پردیس سینمایی مهر قدس
پردیس سینمایی مهر قدس یک پردیس سینمایی در شهر همدان، ایران است.
این سینما که متعلق به حوزه هنری می‌باشد در سال ۱۳۶۱ افتتاح شده و در ۱۱ اردیبهشت ۱۴۰۱ پس از بازسازی با ۴ سالن بازگشایی شده‌است.